# Lista załogowych ekspedycji na stacje Salut
Poniżej znajduje się chronologiczna lista załogowych lotów na stacje programu Salut/Ałmaz. Dla stacji Salut 1 do 4 loty określano numerem lotu pojazdu Sojuz, używanego przez załogę. Loty do stacji Salut 6 i Salut 7 oznaczane były kodami, odpowiednio EO-n dla lotów długookresowych, oraz EP-n dla załóg odwiedzających w lotach krótkookresowych, gdzie n było kolejną liczbą całkowitą, inkrementowaną przy każdej udanej ekspedycji do danej stacji. Dowódcy stacji są wyróżnieni kursywą. "Czas misji" odnosi się do pobytu załogi i nie musi zgadzać się z datami startu i lądowania danego pojazdu. Misje zakończone niepowodzeniem zostały wyróżnione kolorem czerwonym. Wszyscy kosmonauci, o ile nie zaznaczono inaczej, byli obywatelami ZSRR.
Program Salut stanowiła seria radzieckich baz orbitalnych (zarówno cywilnych, jak i wojskowych), rozpoczęta w latach 70. i kontynuowana w latach 80. Załogą obsadzono w sumie sześć stacji (dwie wojskowe i cztery cywilne), pozostałe z powodu awarii nie zostały wykorzystane w lotach załogowych. W 1986 roku stacje typu Salut zostały zastąpione wielomodułową stacją Mir.

## Salut 1
| Ekspedycja | Załoga                                                      | Start (GMT)            | Lot na orbitę | Lądowanie (GMT)        | Lot powrotny | Czas misji (dni) | Uwagi                                    |
| ---------- | ----------------------------------------------------------- | ---------------------- | ------------- | ---------------------- | ------------ | ---------------- | ---------------------------------------- |
| —          | Władimir Szatałow Aleksiej Jelisiejew Nikołaj Rukawisznikow | 23 kwietnia 1971 23:54 | Sojuz 10      | 25 kwietnia 1971 23:40 | Sojuz 10     | 2,01             | Dokowanie nieudane                       |
| —          | Gieorgij Dobrowolski Władisław Wołkow Wiktor Pacajew        | 6 czerwca 1971 07:55   | Sojuz 11      | 30 czerwca 1971 02:16  | Sojuz 11     | 23,76            | Załoga zginęła podczas powrotu na Ziemię |

## Salut 3
| Ekspedycja | Załoga                         | Start (GMT)            | Lot na orbitę | Lądowanie (GMT)        | Lot powrotny | Czas misji (dni) | Uwagi              |
| ---------- | ------------------------------ | ---------------------- | ------------- | ---------------------- | ------------ | ---------------- | ------------------ |
| —          | Pawło Popowicz Jurij Artiuchin | 3 lipca 1974 18:51     | Sojuz 14      | 19 lipca 1974 12:21    | Sojuz 14     | 15,73            |                    |
| —          | Giennadij Sarafanow Lew Diomin | 26 sierpnia 1974 19:58 | Sojuz 15      | 28 sierpnia 1974 20:10 | Sojuz 15     | 2,01             | Dokowanie nieudane |

## Salut 4
| Ekspedycja | Załoga                              | Start (GMT)            | Lot na orbitę | Lądowanie (GMT)       | Lot powrotny | Czas misji (dni) | Uwagi                       |
| ---------- | ----------------------------------- | ---------------------- | ------------- | --------------------- | ------------ | ---------------- | --------------------------- |
| —          | Aleksiej Gubariew Gieorgij Grieczko | 11 stycznia 1975 21:43 | Sojuz 17      | 10 lutego 1975 11:03  | Sojuz 17     | 29,56            |                             |
| —          | Wasilij Łazariew Oleg Makarow       | 5 kwietnia 1975 11:04  | Sojuz 18-1    | 5 kwietnia 1975 11:26 | Sojuz 18-1   | 0,02             | Statek nie dotarł na orbitę |
| —          | Piotr Klimuk Witalij Siewastjanow   | 24 maja 1975 14:58     | Sojuz 18      | 26 lipca 1975 14:18   | Sojuz 18     | 62,97            |                             |

## Salut 5
| Ekspedycja | Załoga                                   | Start (GMT)                | Lot na orbitę | Lądowanie (GMT)            | Lot powrotny | Czas misji (dni) | Uwagi                                           |
| ---------- | ---------------------------------------- | -------------------------- | ------------- | -------------------------- | ------------ | ---------------- | ----------------------------------------------- |
| —          | Borys Wołynow Witalij Żołobow            | 6 czerwca 1976 12:08       | Sojuz 21      | 24 sierpnia 1976 18:32     | Sojuz 21     | 49,27            | Misja przerwana przed planowanym czasem powrotu |
| —          | Wiaczesław Zudow Walerij Rożdiestwienski | 14 października 1976 17:39 | Sojuz 23      | 16 października 1976 17:45 | Sojuz 23     | 2,00             | Dokowanie nieudane                              |
| —          | Wiktor Gorbatko Jurij Głazkow            | 7 lutego 1977 16:11        | Sojuz 24      | 25 lutego 1977 09:38       | Sojuz 24     | 17,73            |                                                 |

## Salut 6
| Ekspedycja | Załoga                                         | Start (GMT)             | Lot na orbitę | Lądowanie (GMT)            | Lot powrotny | Czas misji (dni) | Uwagi              |
| ---------- | ---------------------------------------------- | ----------------------- | ------------- | -------------------------- | ------------ | ---------------- | ------------------ |
| —          | Władimir Kowalonok Walerij Riumin              | 9 listopada 1977 02:40  | Sojuz 25      | 11 listopada 1977 03:25    | Sojuz 25     | 2,03             | Dokowanie nieudane |
| EO-1       | Jurij Romanienko Gieorgij Grieczko             | 10 grudnia 1977 01:18   | Sojuz 26      | 16 marca 1978 11:18        | Sojuz 27     | 96,42            |                    |
| EP-1       | Władimir Dżanibekow Oleg Makarow               | 10 stycznia 1978 12:26  | Sojuz 27      | 16 stycznia 1978 11:24     | Sojuz 26     | 5,96             |                    |
| EP-2       | Aleksiej Gubariew Vladimír Remek               | 2 marca 1978 15:28      | Sojuz 28      | 10 marca 1978 13:44        | Sojuz 28     | 7,93             |                    |
| EO-2       | Władimir Kowalonok Aleksandr Iwanczenkow       | 15 czerwca 1978 20:16   | Sojuz 29      | 2 listopada 1978 11:04     | Sojuz 31     | 139,62           |                    |
| EP-3       | Piotr Klimuk Mirosław Hermaszewski             | 27 czerwca 1978 15:27   | Sojuz 30      | 5 lipca 1978 13:30         | Sojuz 30     | 7,92             |                    |
| EP-4       | Walerij Bykowski Sigmund Jähn                  | 26 sierpnia 1978 14:51  | Sojuz 31      | 3 września 1978 11:40      | Sojuz 29     | 7,87             |                    |
| EO-3       | Władimir Lachow Walerij Riumin                 | 25 lutego 1979 11:53    | Sojuz 32      | 19 sierpnia 1979 12:29     | Sojuz 34     | 175,02           |                    |
| —          | Nikołaj Rukawisznikow Georgi Iwanow            | 10 kwietnia 1979 17:34  | Sojuz 33      | 12 kwietnia 1979 16:35     | Sojuz 33     | 1,96             | Dokowanie nieudane |
| EO-4       | Leonid Popow Walerij Riumin                    | 9 kwietnia 1980 13:38   | Sojuz 35      | 11 października 1980 09:49 | Sojuz 37     | 184,84           |                    |
| EP-5       | Walerij Kubasow Bertalan Farkas                | 26 maja 1980 18:20      | Sojuz 36      | 3 czerwca 1980 15:06       | Sojuz 35     | 7,87             |                    |
| EP-6       | Jurij Małyszew Władimir Aksionow               | 5 czerwca 1980 14:19    | Sojuz T-2     | 9 czerwca 1980 12:39       | Sojuz T-2    | 3,93             |                    |
| EP-7       | Wiktor Gorbatko Phạm Tuân                      | 23 lipca 1980 18:33     | Sojuz 37      | lipca 31, 1980 15:15       | Sojuz 36     | 7,86             |                    |
| EP-8       | Jurij Romanienko Arnaldo Tamayo Méndez         | 18 września 1980 19:11  | Sojuz 38      | 26 września 1980 15:54     | Sojuz 38     | 7,86             |                    |
| EO-5       | Leonid Kizim Oleg Makarow Giennadij Striekałow | 27 listopada 1980 14:18 | Sojuz T-3     | 10 grudnia 1980 09:26      | Sojuz T-3    | 12,80            |                    |
| EO-6       | Władimir Kowalonok Wiktor Sawinych             | 12 marca 1981 19:00     | Sojuz T-4     | 26 maja 1981 12:37         | Sojuz T-4    | 74,73            |                    |
| EP-9       | Władimir Dżanibekow Dżügderdemidijn Gürragczaa | 22 marca 1981 14:58     | Sojuz 39      | 30 marca 1981 11:40        | Sojuz 39     | 7,86             |                    |
| EP-10      | Leonid Popow Dumitru Prunariu                  | 14 maja 1981 17:16      | Sojuz 40      | 22 maja 1981 13:58         | Sojuz 40     | 7,86             |                    |

## Salut 7
| Ekspedycja | Załoga                                                       | Start (GMT)            | Lot na orbitę | Lądowanie (GMT)           | Lot powrotny | Czas misji (dni) | Uwagi                                                      |
| ---------- | ------------------------------------------------------------ | ---------------------- | ------------- | ------------------------- | ------------ | ---------------- | ---------------------------------------------------------- |
| EO-1       | Anatolij Bieriezowoj Walentin Lebiediew                      | 13 maja 1982 09:58     | Sojuz T-5     | 10 grudnia 1982 19:02     | Sojuz T-7    | 211,38           |                                                            |
| EP-1       | Władimir Dżanibekow Aleksandr Iwanczenkow Jean-Loup Chrétien | 24 czerwca 1982 16:29  | Sojuz T-6     | 2 lipca 1982 14:20        | Sojuz T-6    | 7,91             |                                                            |
| EP-2       | Leonid Popow Aleksandr Sieriebrow Swietłana Sawicka          | 19 sierpnia 1982 17:11 | Sojuz T-7     | 27 sierpnia 1982 15:04    | Sojuz T-5    | 7,91             |                                                            |
| —          | Władimir Titow Giennadij Striekałow Aleksandr Sieriebrow     | 20 kwietnia 1983 13:10 | Sojuz T-8     | 22 kwietnia 1983 13:28    | Sojuz T-8    | 2,01             | Dokowanie nieudane                                         |
| EO-2       | Władimir Lachow Aleksandr Aleksandrow                        | 27 czerwca 1983 09:12  | Sojuz T-9     | 23 listopada 1983 19:58   | Sojuz T-9    | 149,45           |                                                            |
| —          | Władimir Titow Giennadij Striekałow                          | 26 września 1983 19:37 | Sojuz T-10-1  | 26 września 1983 19:43    | Sojuz T-10-1 | 0,00             | Statek nie dotarł na orbitę                                |
| EO-3       | Leonid Kizim Władimir Sołowjow Oleg At´kow                   | 8 lutego 1984 12:07    | Sojuz T-10    | 2 października 1984 10:57 | Sojuz T-11   | 236,95           |                                                            |
| EP-3       | Jurij Małyszew Giennadij Striekałow Rakesh Sharma            | 3 kwietnia 1984 13:08  | Sojuz T-11    | 11 kwietnia 1984 10:48    | Sojuz T-10   | 7,90             |                                                            |
| EP-4       | Władimir Dżanibekow Swietłana Sawicka Igor Wołk              | 17 lipca 1984 17:40    | Sojuz T-12    | 29 lipca 1984 12:55       | Sojuz T-12   | 11,80            |                                                            |
| EO-4       | Władimir Dżanibekow                                          | 6 czerwca 1985 06:39   | Sojuz T-13    | 26 września 1985 09:51    | Sojuz T-13   | 112,13           |                                                            |
| EO-4       | Wiktor Sawinych                                              | 6 czerwca 1985 06:39   | Sojuz T-13    | 21 listopada 1985 10:31   | Sojuz T-14   | 168,16           |                                                            |
| EO-4       | Władimir Wasiutin Aleksandr Wołkow                           | 17 września 1985 12:38 | Sojuz T-14    | 21 listopada 1985 10:31   | Sojuz T-14   | 64,91            | Misja przerwana ze względu na problemy zdrowotne Wasiutina |
| EP-5       | Gieorgij Grieczko                                            | 17 września 1985 12:38 | Sojuz T-14    | 26 września 1985 09:51    | Sojuz T-13   | 8,88             |                                                            |
| EO-5       | Leonid Kizim Władimir Sołowjow                               | 13 marca 1986 12:33    | Sojuz T-15    | 16 lipca 1986 12:34       | Sojuz T-15   | 125,00           | Lot również na stację Mir jako Mir EO-1                    |